# 2014 YA50
2014 YA50 ist ein großes transneptunisches Objekt, welches bahndynamisch als Detached Object oder auch allgemeiner als „Distant Object“ eingestuft wird. Aufgrund seiner Größe ist der Asteroid ein Zwergplanetenkandidat.

## Entdeckung
2014 YA50 wurde am 25. Dezember 2014 von einem Astronomenteam mit dem 1,8-m-Pan-STARRS-Teleskop (PS1) am Haleakalā-Observatorium (Maui) entdeckt. Die Entdeckung wurde am 16. Juli 2016 bekanntgegeben.
Nach seiner Entdeckung ließ sich 2014 YA50 auf Fotos bis zum 19. März 2002, die am Palomar-Observatorium gemacht wurden, zurückgehend identifizieren und so seinen Beobachtungszeitraum um 12 Jahre verlängern, um seine Umlaufbahn genauer zu berechnen. Im September 2018 lagen insgesamt 205 Beobachtungen über einen Zeitraum von 16 Jahren vor. Die bisher letzte Beobachtung wurde im März 2018 am Purple Mountain-Observatorium durchgeführt.

## Eigenschaften

### Umlaufbahn
2014 YA50 umkreist die Sonne in 317,41 Jahren auf einer elliptischen Umlaufbahn zwischen 38,45 AE und 54,61 AE Abstand zu deren Zentrum. Die Bahnexzentrizität beträgt 0,174, die Bahn ist 23,85° gegenüber der Ekliptik geneigt. Derzeit ist der Planetoid 42,19 AE von der Sonne bzw. 41,50 AE von der Erde entfernt. Das Perihel durchläuft er das nächste Mal 2062, der letzte Periheldurchlauf dürfte also im Jahre 1745 erfolgt sein. (Stand 4. Februar 2019)
Anhand der Bahnelemente rechnete man zunächst mit einem Cubewano; Marc Buie (DES) stuft den Planetoiden dagegen als erweitertes SDO (ESDO bzw. DO) ein; das Minor Planet Center führt es allgemein als „Distant Object“.

### Größe
Derzeit wird von einem Durchmesser von etwa 536 km ausgegangen, basierend auf einem Rückstrahlvermögen von 8 % und einer absoluten Helligkeit von 4,7 m. Die scheinbare Helligkeit von 2014 YA50 beträgt 20,95 m.
Da anzunehmen ist, dass sich 2014 YA50 aufgrund seiner Größe im hydrostatischen Gleichgewicht befindet und somit weitgehend rund sein muss, sollte er die Kriterien für eine Einstufung als Zwergplanet erfüllen. Mike Brown geht davon aus, dass es sich bei 2014 YA50 um wahrscheinlich einen Zwergplaneten handelt.
| Jahr                                         | Abmessungen km | Quelle   |
| -------------------------------------------- | -------------- | -------- |
| 2018                                         | 533,0          | Johnston |
| 2018                                         | 536,0          | Brown    |
| Die präziseste Bestimmung ist fett markiert. |                |          |